# Parque natural Fanes-Sennes-Prags
El Parque natural Fanes - Sennes - Braies (en alemán: Naturpark Fanes-Sennes-Prags; en italiano:Parco naturale Fanes-Sennes-Prags; en ladino: Parch natural Fanes-Senes-Braies) es un espacio natural protegido en la provincia autónoma de Bolzano al norte de Italia. Fue establecido en 1980 y ocupa una superficie de 25.680 hectáreas lo que lo convierte en uno de los parques más grandes de Tirol del Sur.
El parque está bordeado al norte por el Pustertal , al oeste con el Val Badia en el sur por la frontera entre Tirol del Sur y el Véneto o con el valle Travenanzes, y al este con el parque natural Tre Cime, concretamente en el Val di Landro .